# Bödkaregården

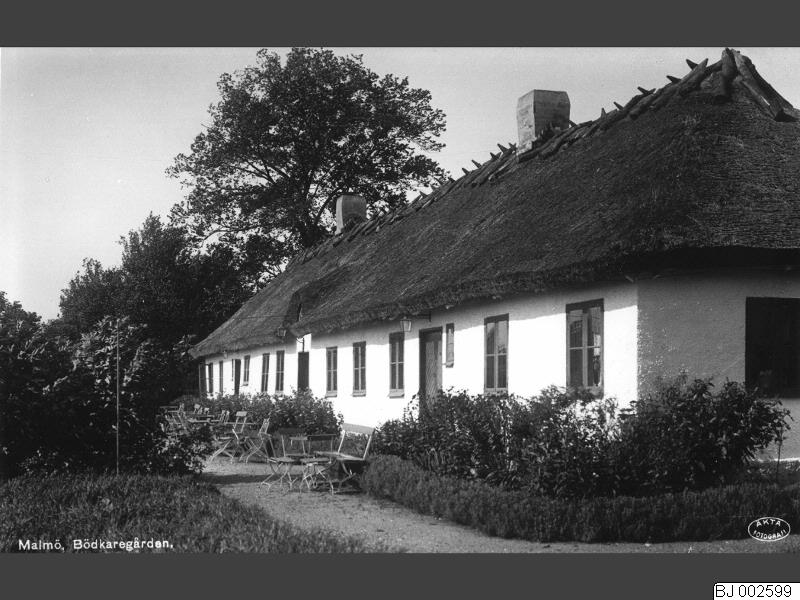
Bödkaregården i Malmö 1928. Fotograf Berndt Johnsson

Bödkaregården (även stavat Böckaregården) var ett populärt utvärdshus för Malmöborna under några decennier fram till 1956 då det förstördes genom en brand. Det var beläget vid Sallerupsvägen i östra Malmö.

## Historik
Vid tiden för enskiftet i början av 1800-talet bestod byn Östra Skrävlinge av tretton gårdar vid landsvägen mellan Malmö och Södra Sallerup. Genom enskiftet 1804 beslöts att de flesta gårdarna skulle rivas ner och flyttas till andra platser. En av dessa, Östra Skrävlinge 8, kom att i stället byggas upp längre västerut, vid Hohögs backar, ungefär där Inre Ringvägen sedan 1974 korsar Sallerupsvägen. Ägare på det nya stället blev 1807 böckaremästare Jacob Ifwersson och gården kom att kallas Bödkaregården.
1816 sålde Ifwersson gården till sin släkting, godsägaren Johan Daniel Kockum på det närbelägna Bulltofta gods. På gården bedrevs under 1800-talet en omfattande fågeluppfödning med kalkoner, ankor och höns. Fastigheten blev kvar i släktens ägo fram till 1905 då den köptes av Malmö stad. Staden växte snabbt och man ville försäkra sig om mark att expandera på. Gården bestod då av fyra byggnader; boningshus, loge, vedhus och stall. Enligt syningsprotokollet var boningshuset 32 meter långt, 7 meter brett och 2,4 meter högt. Det hade halmtak. Ytterväggarna bestod av bränt tegel nederst och råtegel därovanför, innerväggarna av råtegel. I huset fanns två rum, kök, bakstuga, förvaringsutrymmen och ett hönshus. En trappa ledde upp till vinden.

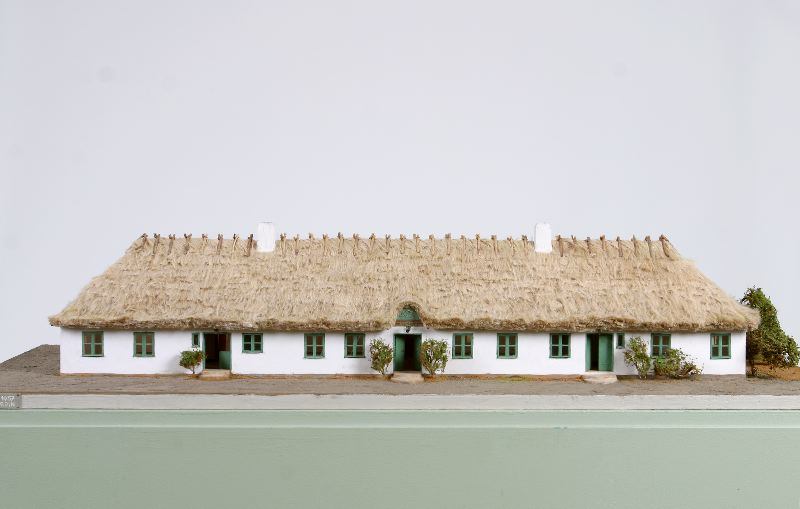
Modell av Bödkaregården gjord av Inga Brita Nordin

1922 utbröt brand i logen, en brand som snabbt spred sig. Endast boningslängan, där två statarfamiljer bodde, kunde räddas. Huset hade varit i dåligt skick redan före branden. Malmö stad överlät byggnaden till Malmö förskönings- och planteringsförening som även fick arrendera intilliggande mark. Föreningen ombesörjde en omfattande restaurering av gården med syfte att skapa ett värdshus. Invändigt gjorde man nödvändiga moderniseringar, med beaktande att den ursprungliga skånska allmogestilen skulle bevaras. Föreningens ordförande, Gunnar Faxe, bekostade själva restaureringen medan föreningen svarade för utvändiga arbeten, planteringar mm. Den 1 maj 1928 kunde värdshuset öppnas för allmänheten.
Bödkaregården blev under nära tre decennier ett välbesökt utflyktsmål för Malmöborna. Det var en lantlig idyll, en gård med vitkalkade väggar och halmtak. Ovanför mittdörren fanns en inskrift i ekträ, ”Gläd dig åt allt skönt i livet, men räds att störa andras glädje”. Utanför blommade stockrosor, mynta och lavendel. Där fanns dvärghöns, ankor, påfåglar och svarta får. 1954 gjordes en ny omfattande reparation, men den 17 maj 1956 utbröt en ny brand sedan gnistor från ved- och koksspisen hade antänt halmtaket och huset gick inte att rädda. Även om elden inte på allvar fick tag i restaurangen och sällskapsrummen blev dessa ändå förstörda. En del inventarier kunde räddas men många av dem hade fått allvarliga vattenskador.
Malmö förskönings- och planteringsförening planerade att återuppföra gården men säkerhetsföreskrifterna för det närbelägna Bulltofta flygfält omintetgjorde detta. Riksantikvarieämbetet uppmanade föreningen att låta uppmäta gården och utföra en modell av densamma. Det skedde och modellen förvaras på Malmö museum.